# ابونکورت، مورت-ا-موسل
ابونکورت، مورت-ا-موسل (به فرانسوی: Aboncourt, Meurthe-et-Moselle) یک کامین در فرانسه است که در Canton of Colombey-les-Belles واقع شده است.

## خصوصیات
ابونکورت ۶٫۹۳ کیلومترمربع مساحت و ۱۱۷ نفر جمعیت دارد و ۳۶۰ متر بالاتر از سطح دریا واقع شده است.